# Nănești (okręg Marmarosz)
Nănești – wieś w Rumunii, w okręgu Marmarosz, w gminie Bârsana. W 2011 roku liczyła 672 mieszkańców.